# 鎌田 (世田谷區)
鎌田（日语：／ Kamata */?）是東京都世田谷區的町名。已實施住居表示。現行行政地名為鎌田一丁目至四丁目。2019年9月1日為止的人口有7,904人。郵遞區號157-0077。

## 地理
此地位於世田谷區南部，與神奈川縣之間以多摩川為界，屬砧地域。砧地域許多町位於小田急線沿線，鎌田則地處東邊，較靠近田園都市線。鎌田東鄰玉川，南至多摩川，對岸為川崎市高津區久地、二子，西接宇奈根，北連岡本、大藏。本町是多摩川沿岸的住宅區，多摩川河川地為一片綠地。鎌田各丁目以野川、仙川為界，鎌田1丁目位於野川南側，東南部為二子橋公園。2丁目位於野川南側，是西南部的住宅區。3丁目位於野川北側、仙川東側，4丁目位於野川北側、仙川西側。

### 河川
- 多摩川
- 野川
- 仙川

## 歷史
鎌田村是由大藏村內18處飛地所組成的小村。砧村成立時為大字鎌田，編入東京市後為世田谷區鎌田町，此時依然保持飛地狀態。大蔵町內部除了鎌田町，還有岡本町、祖師谷一丁目、喜多見町、宇奈根町飛地，1912年後還加入原屬神奈川縣的久地町；諏訪町（皆為多摩川河川地）。1955年，大藏町分為北部的砧町、南部的（新）鎌田町、中部的（新）大藏町，（舊）鎌田町與其他各町飛地併入新設三町。1971年實施住居表示，再次進行區劃重整，確立現在的町域。
飛地整理前的鎌田町包括現砧三丁目NHK放送技術研究所一帶，現大藏二丁目目黑星美學園中學校、高等學校周邊，現玉川三丁目綠地前巴士站周邊等等。

### 沿革
- 江戶時代－此時已有鎌田村。
- 1889年4月1日－鎌田村與周邊村，為砧村大字鎌田。
- 1936年10月1日－北多摩郡砧村編入東京市世田谷區，原大字鎌田成立鎌田町。
- 1955年1月－飛地重劃，鎌田町一部分與大藏町南部、久地町、諏訪町成立鎌田町。
- 1971年－實施住居表示，町域重劃，為現行的鎌田。

## 交通

### 鐵路
本地沒有鐵路車站，東急田園都市線二子玉川站是最近的車站。

### 道路
國道246號新二子橋位於町域東端。町域中央有東西向的多摩堤通通過。
- 國道246號（玉川通）
  - 新二子橋
- 東京都道11號大田調布線（多摩堤通）

## 設施
- 二子橋公園－多摩川河岸，災害時的廣域避難場所。
  - 澀谷區運動場（渋谷区グラウンド）
- 宇奈根公園 (一部分)
- 砧下淨水場
- 健康保險運動中心
- U-Port世田谷育樂中心（ゆうぽうと世田谷レクセンター）
- 世田谷區鎌田區民中心

## 備註
1. ↑  .   [2019-10-03]. （原始内容存档于2019-10-03）.

## 外部連結
- 世田谷區